# Hedy Burress
Hedy Burress (Edwardsville, 3 ottobre 1973) è un'attrice e doppiatrice statunitense.

## Biografia
Nata nel 1973 a Edwardsville, in  Illinois, ha frequentato la Milikin University di Decatur. Si è quindi trasferita a Los Angeles nel 1995 dove ha lavorato in diverse trasmissioni televisive e pellicole cinematografiche dal 1996.
Ha preso parte ad alcuni videogiocatori, come voce inglese del personaggio Yuna nei giochi Final Fantasy X e Final Fantasy X-2, ruolo che poi ha ripreso in Kingdom Hearts 2.
Ha effettuato un provino per interpretare Dorothy Wheeler nel film Valentine - Appuntamento con la morte ma il ruolo è stato preso da Jessica Capshaw. In ogni caso, il regista Jamie Blanks la voleva ancora come attrice nel proprio film, facendola recitare nel ruolo di Ruthie Walker.
Ha inoltre interpretato il ruolo di Jill nel quarto episodio della prima stagione di Dr. House - Medical Division (L'epidemia).

## Filmografia
- Seduced By Madness, regia di John Patterson - film TV (1996)
- Tre vite allo specchio (If These Walls Could Talk), regia di Nancy Savoca - film TV (1996)
- Foxfire, regia di Annette Haywood-Carter (1996)
- Any Mother's Son, regia di David Burton Morris - film TV (1997)
- Los años bárbaros, regia di Fernando Colomo (1998)
- Getting Personal, regia di Ron Burrus (1999)
- Looking for Bobby D, regia di  Peymon Maskan - cortometraggio (2000)
- Ritorno al lago maledetto (Return to Cabin by the Lake), regia di Po-Chih Leong - film TV (2000)
- Valentine - Appuntamento con la morte (Valentine), regia di Jamie Blanks (2001)
- Bug, regia di Phil Hay e Matt Manfredi (2002)
- Open House, regia di Dan Mirvish (2004)
- Silver Lake, regia di Kevin Bray - film TV (2004)
- La verità è che non gli piaci abbastanza (He's Just Not That into You), regia di Ken Kwapis (2009)

## Ruolo di doppiatrice
- Final Fantasy X (2001) - Yuna
- The Animatrix (2003) - Cis (parte "Program"), Yoko (parte "Beyond")
- Final Fantasy X-2 (2003) - Yuna
- Kingdom Hearts II (2005) - Yuna
- Valkyria Chronicles (2008) - Rosie

## Doppiatrici italiane
Nelle versioni in italiano delle opere in cui ha recitato, Hedy Burress è stata doppiata da:
- Rosalba Caramoni in Valentine - Appuntamento con la morte
- Selvaggia Quattrini in Dr. House - Medical Division
- Maria Letizia Scifoni in La verità è che non gli piaci abbastanza
- Isabella Pasanisi in Cold Case - Delitti irrisolti
- Alessandra Cassioli in CSI - Scena del crimine
- Laura Romano in The Closer
- Anna Cesareni in Criminal Minds